# Olle Magnusson

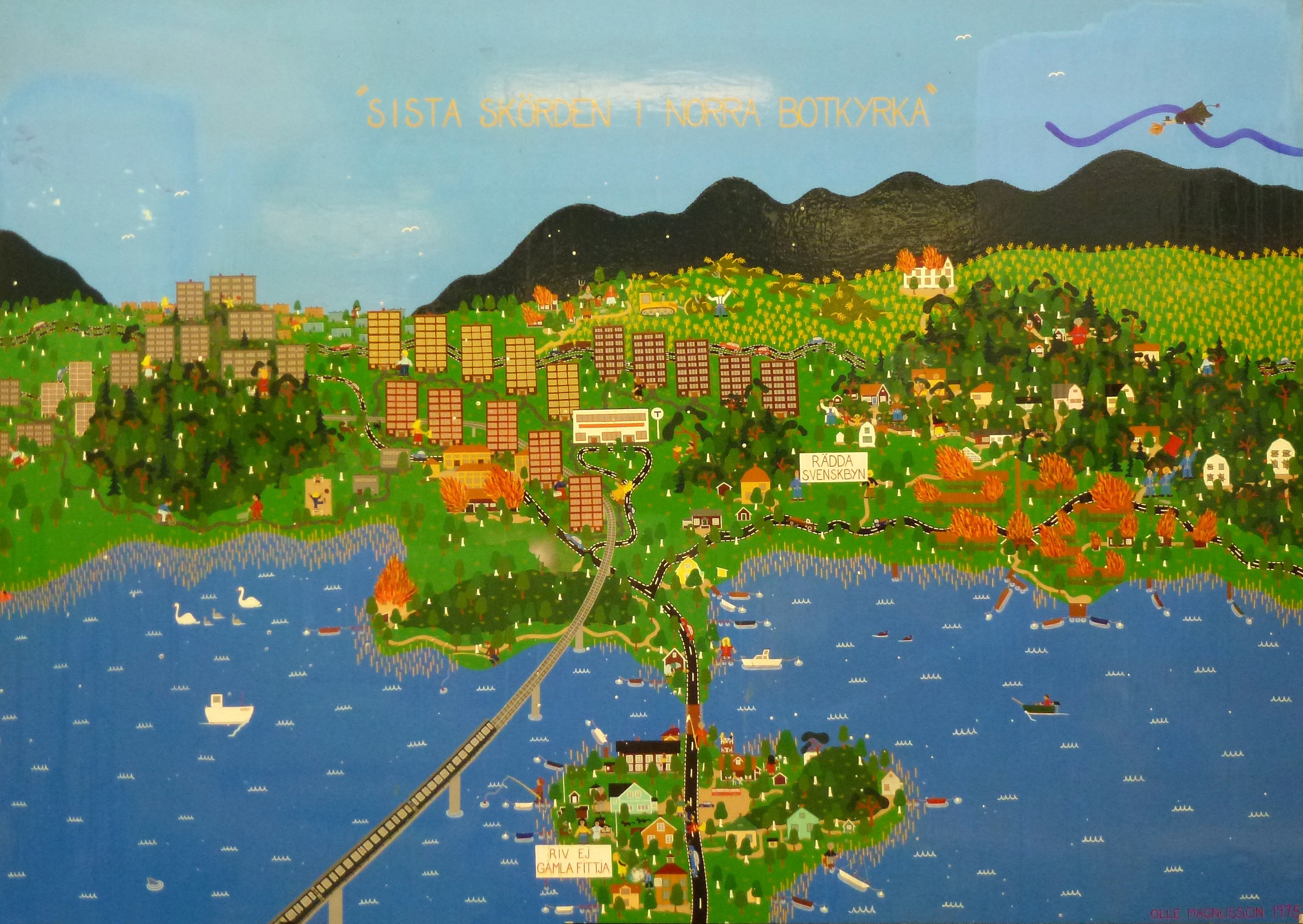
Magnussons "Sista skörden i norra Botkyrka" (1975) i Hjulsta tunnelbanestation.

Olle Magnusson, född 1948 i Vårby, Huddinge kommun, är en svensk konstnär, författare och fotograf. Han är filosofie kandidat i etnologi, konstvetenskap och arkeologi.
Olle Magnusson är född och uppvuxen i Vårby, på Fittjanäset vid Albysjön. 1971 kom debututställningen på Galleri Ljusgården, som räknas till det professionella genombrottet av hans konstnärskap. Där kom hans motstånd mot industrisamhällets rovdrift på naturen till uttryck samt kampen mot att grävskoporna rev ner de gamla husen på Fittjanäset för att lämna plats för ett vägbygge. Debututställningen blev även början till den aktionsgrupp som numer är Vårby-Fittja hembygdsförening. En del av miljökampen drevs genom Magnussons målningar.
1980-talets målningar formade sig till monumentala landskap, där skildras framför allt Vårbys och norra Botkyrkas historia. Ett av hans verk i denna anda är “Sista skörden i Norra Botkyrka” från 1975 och finns som offentlig utsmyckning på Hjulsta tunnelbanestion i nordvästra Stockholm.
Vattnet är ett viktigt element i Olle Magnussons konstnärskap och är ofta  med i hans målningar, fotografier och böcker. I sin första bok Gömmarens gåva (1994) följer han rinnande vatten genom Södertörns historia och i  boken  Huddinge till fots (2008) vandrar han 10 mil längs leder, sjöar och vattendrag samt genom Huddinges naturreservat.
Hagalunds tvätterimuseum vid Albysjön är ett initiativ av Olle Magnusson. Sveriges första museum med tvätteri som tema öppnade 1994 och det är Magnusson själv som samlat många av museets föremål och demonstrerar dessa under visningarna.
Olle Magnusson är även framgångsrik iskonstnär, som tävlande snö- och isskulptör på Grönland, i Japan, Kiruna, Luleå och 2007-08 vid  Ishotellet i Jukkasjärvi. Tillsammans med Svenerik Jakobsson har han vunnit flera isskulpturtävlingar i Huddinge centrum.